# Loro-Boriçi-Stadion
Das Loro-Boriçi-Stadion (albanisch Stadiumi Loro Boriçi) ist ein Fußballstadion in der albanischen Stadt Shkodra. Es dient dem Verein KS Vllaznia Shkodra seit der Eröffnung als Heimstätte. Die Anlage weist eine Kapazität von 15.919 Zuschauern auf. Es war damit bei der Wiedereröffnung 2016 das größte Stadion Albaniens, bis im November 2019 in Tirana das neue Nationalstadion Air Albania Stadium eröffnet wurde.

## Geschichte

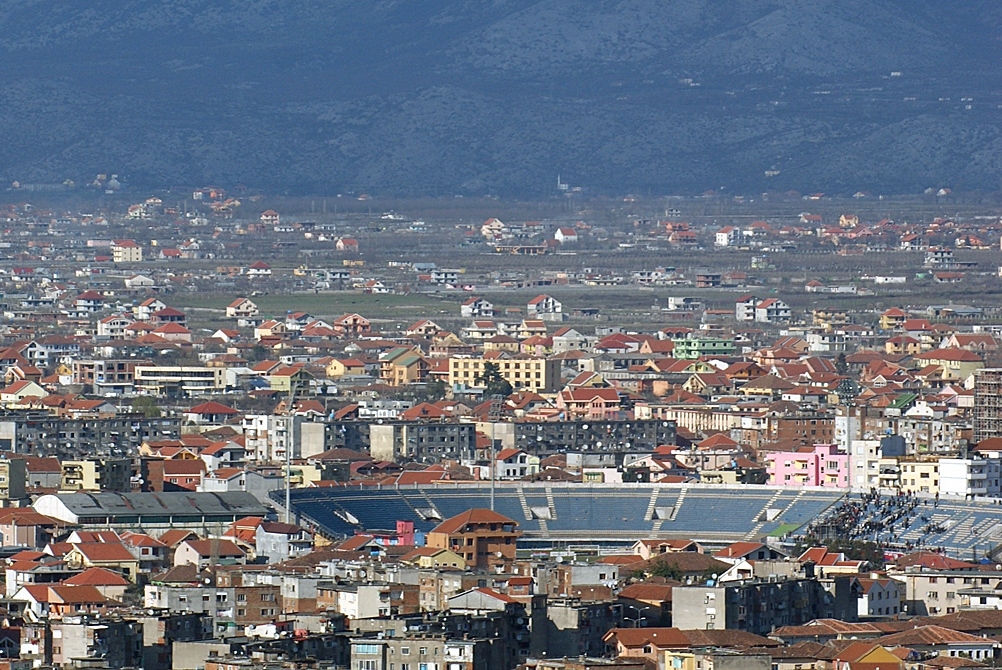
Die Tribünen des Stadions im Häusermeer Shkodras vor dem Umbau (2011).

Das Stadion wurde im Jahre 1947 erbaut. Eröffnet wurde es unter dem Namen Vojo-Kushi-Stadion. Vojo Kushi war ein albanischer Fußballförderverein. Mittlerweile wurde es aber in Loro-Boriçi-Stadion umbenannt. Dieser Name ist eine Hommage an Loro Boriçi, einen der berühmtesten Fußballspieler Albaniens in den 1940er und 50er-Jahren, der insgesamt 23 Länderspiele für Albanien absolvierte und in der italienischen Serie A für den AS Rom sowie für Lazio Rom gespielt hatte. Zudem war der in Shkodra geborene Boriçi Trainer der albanischen Mannschaft, die 1967 der deutschen Nationalmannschaft die sogenannte Schmach von Tirana zufügte und dieser damit die Qualifikation zur Europameisterschaft vermasselte. Der Heimatverein von Loro Boriçi war KS Vllaznia Shkodra. 2001 wurde das Stadion modernisiert und um größere Tribünen auf in der Nordkurve und der Ostseite erweitert.
Gelegentlich bestreitet die albanische Fußballnationalmannschaft in Shkodra ihre Heimspiele, darunter ein fast historischer Sieg im Jahr 2003 gegen Russland in der Qualifikation zur Fußball-Europameisterschaft 2004 unter Hans-Peter Briegel. 2007 kam es bei der Qualifikation zur Europameisterschaft 2008 zu einem Unentschieden gegen die slowenische Fußballnationalmannschaft.
Anfang Mai 2015 begannen Erneuerungsarbeiten am Loro-Boriçi-Stadion, die bis zum Länderspiel zwischen Albanien und Serbien am 8. Oktober 2015 hätten beendet sein sollen. Die Bauarbeiten dauerten aber deutlich länger, so dass das Stadion erst im August 2016 mit einem Freundschaftsspiel gegen Marokko eröffnet werden konnte. Ursprünglich wollte man ein Stadion für 17.500 oder sogar 20.000 Zuschauer erstellen.
Die kosovarische Fußballnationalmannschaft bestritt ihre ersten offiziellen Qualifikationsspiele für die Fußball-Weltmeisterschaft 2018 im Loro-Boriçi-Stadion, da die größten Stadien Kosovos, das Adem-Jashari-Stadion in Mitrovica und das Fadil-Vokrri-Stadion in Pristina, sich zu dieser Zeit im Umbau befanden.